# Jean-Fidèle Diramba
Jean-Fidèle Diramba (Libreville, 1952. június 15. – 2022. január 5.) gaboni nemzetközi labdarúgó-játékvezető.

## Pályafutása

### Golfjátékosként
Kiváló golfjátékosként több nemzetközi versenyen szerepelt.

### Nemzeti játékvezetés
A játékvezetői vizsgát 1965-ben tette le. A küldési gyakorlat szerint rendszeres partbírói tevékenységet is végzett. 1978-ban lett az I. Liga játékvezetője. Az aktív nemzeti játékvezetéstől 1998-ban vonult vissza.

### Nemzetközi játékvezetés
A Gaboni labdarúgó-szövetség Játékvezető Bizottsága 1983-ban terjesztette fel nemzetközi játékvezetőnek, a Nemzetközi Labdarúgó-szövetség (FIFA) bírói keretében. A FIFA JB központi nyelvei közül a franciát beszéli. Több válogatott és nemzetközi klubmérkőzést vezetett, vagy működő társának partbíróként segített. Az aktív nemzetközi játékvezetéstől 1998-ban búcsúzott.

#### Labdarúgó-világbajnokság

##### U20-as labdarúgó-világbajnokság
Chile rendezte a 6., az 1987-es ifjúsági labdarúgó-világbajnokságot, ahol a FIFA JB bíróként alkalmazta.

###### 1987-es ifjúsági labdarúgó-világbajnokság
| Időpont           | Helyszín                      | Mérkőzés típusa              | Mérkőzés                  | Eredmény | Nézők száma |
| ----------------- | ----------------------------- | ---------------------------- | ------------------------- | -------- | ----------- |
| 1987. október 11. | Központi Stadion, Antofagasta | csoportmérkőzés (D. csoport) | Egyesült Államok–Bulgária | 0 : 1    | 18 000      |

##### U17-es labdarúgó-világbajnokság
Japán rendezte az 5., az 1993-as U17-es labdarúgó-világbajnokságot, ahol a FIFA játékvezetőként vette igénybe szolgálatát.

###### 1993-as U17-es labdarúgó-világbajnokság
| Időpont             | Helyszín                | Mérkőzés típusa              | Mérkőzés            | Eredmény | Nézők száma |
| ------------------- | ----------------------- | ---------------------------- | ------------------- | -------- | ----------- |
| 1993. augusztus 24. | Városi Stadion, Kóbe    | csoportmérkőzés (A. csoport) | Japán–Olaszország   | 0 : 0    | 9 000       |
| 1993. augusztus 29. | Központi Stadion, Kiotó | egyik negyeddöntő            | Csehszlovákia–Chile | 1 : 4    | 19 000      |

A világbajnoki döntőhöz vezető úton Mexikóba a XIII., az 1986-os labdarúgó-világbajnokságra és Olaszországba a XIV., az 1990-es labdarúgó-világbajnokságra, Amerikai Egyesült Államokba a XV., az 1994-es labdarúgó-világbajnokságra, valamint Franciaországba a XVI., az 1998-as labdarúgó-világbajnokságra a FIFA JB bíróként alkalmazta. Előselejtező mérkőzéseket az Afrika (CAF és az UEFA zónákban koordinált. 1990-ben a FIFA JB kifejezetten partbírói feladatok ellátása érdekében foglalkoztatta. Három csoportmérkőzésen tevékenykedett partbíróként. Kettő esetben első számú beosztást kapott, a kor előírásai szerint a játékvezető sérülése esetén neki kellett volna továbbvezetni a találkozót. Partbírói mérkőzéseinek száma világbajnokságon: 3.

##### 1986-os labdarúgó-világbajnokság

###### Selejtező mérkőzés
| Időpont           | Helyszín                  | Mérkőzés típusa       | Mérkőzés         | Eredmény | Nézők száma |
| ----------------- | ------------------------- | --------------------- | ---------------- | -------- | ----------- |
| 1984. július 28.  | Nemzeti Stadion, Lilongwe | előselejtező (1. kör) | Malawi–Mauritius | 4 : 0    |             |
| 1985. április 21. | Városi Stadion, Yaoundé   | előselejtező (2. kör) | Kamerun–Zambia   | 1 : 1    |             |
| 1985. július 6.   | Surulere Stadion, Lagos   | előselejtező (3. kör) | Nigéria–Tunézia  | 1 : 0    | 60 000      |

##### 1990-es labdarúgó-világbajnokság

###### Selejtező mérkőzés
| Időpont             | Helyszín                       | Mérkőzés típusa           | Mérkőzés        | Eredmény | Nézők száma |
| ------------------- | ------------------------------ | ------------------------- | --------------- | -------- | ----------- |
| 1989. augusztus 13. | V. Mohamed Stadion, Casablanca | előselejtező (D. csoport) | Marokkó–Tunézia | 0 : 0    | 35 111      |

##### 1994-es labdarúgó-világbajnokság

###### Selejtező mérkőzés
| Időpont            | Helyszín                       | Mérkőzés típusa           | Mérkőzés                | Eredmény | Nézők száma |
| ------------------ | ------------------------------ | ------------------------- | ----------------------- | -------- | ----------- |
| 1992. október 11.  | Nemzeti Stadion, Kinshasa      | előselejtező (B. csoport) | Zaire–Liberia           | 4 : 2    |             |
| 1993. január 31.   | El Menzah Stadion, Tunisz      | előselejtező (F. csoport) | Tunézia–Etiópia         | 3 : 0    | 7 500       |
| 1993. február 28.  | Nemzetközi Stadion, Kairó      | előselejtező (C. csoport) | Egyiptom–Zimbabwe       | 2 : 1    |             |
| 1993. július 3.    | Nemzeti Stadion, Lagos         | előselejtező (A. csoport) | Nigéria–Algéria         | 4 : 1    | 47 645      |
| 1993. október 10.  | V. Mohamed Stadion, Casablanca | előselejtező (B. csoport) | Marokkó–Zambia          | 1 : 0    | 49 383      |
| 1993. november 17. | Központi Stadion, Athén        | előselejtező (5. csoport) | Görögország–Oroszország | 1 : 0    |             |

##### 1998-as labdarúgó-világbajnokság

###### Selejtező mérkőzés
| Időpont            | Helyszín                   | Mérkőzés típusa           | Mérkőzés         | Eredmény | Nézők száma |
| ------------------ | -------------------------- | ------------------------- | ---------------- | -------- | ----------- |
| 1996. június 16.   | Központi Stadion, Kinshasa | előselejtező (1. kör)     | Zaire–Mauritius  | 2 : 0    | 45 000      |
| 1996. november 10. | Nemzeti Stadion, Accra     | előselejtező (2. csoport) | Libéria–Tunézia  | 0 : 1    | 25 000      |
| 1997. április 6.   | Városi Stadion, Douala     | előselejtező (4. csoport) | Kamerun–Zimbabwe | 1 : 0    | 50 000      |
| 1997. június 8.    | Nemzeti Stadion, Accra     | előselejtező (2. csoport) | Libéria–Namíbia  | 0 : 3    | 11 960      |

#### Afrikai nemzetek kupája
Algéria a 17., az 1990-es afrikai nemzetek kupája, Dél-Afrika rendezte a 20., az 1996-os afrikai nemzetek kupája labdarúgó tornát, ahol a CAF JB játékvezetői szolgálatra alkalmazta.

##### 1990-es afrikai nemzetek kupája

###### Afrikai Nemzetek Kupája mérkőzés
| Időpont           | Helyszín                  | Mérkőzés típusa | Mérkőzés        | Eredmény | Nézők száma |
| ----------------- | ------------------------- | --------------- | --------------- | -------- | ----------- |
| 1990. március 16. | Július 5-e Stadion, Algír | döntő           | Algéria–Nigéria | 1 : 0    | 100 000     |

##### 1996-os afrikai nemzetek kupája

###### Selejtező mérkőzés
| Időpont         | Helyszín                   | Mérkőzés típusa           | Mérkőzés       | Eredmény |
| --------------- | -------------------------- | ------------------------- | -------------- | -------- |
| 1995. január 8. | Omnisports Stadion, Douala | előselejtező (1. csoport) | Kamerun–Malawi | 0 : 0    |

#### Olimpiai játékok
Az 1988. évi nyári olimpiai játékok labdarúgó tornájának végső szakaszán a FIFA JB bírói szolgálatra alkalmazta.

##### 1988. évi nyári olimpiai játékok
| Időpont               | Helyszín                | Mérkőzés típusa              | Mérkőzés       | Eredmény | Nézők száma |
| --------------------- | ----------------------- | ---------------------------- | -------------- | -------- | ----------- |
| 1988. szeptember 19.. | Hanbat Stadion, Daejeon | csoportmérkőzés (B. csoport) | Irak–Guatemala | 3 : 0    | 23 500      |

## Szakmai sikerek
1999-ben a nemzetközi játékvezetés hírnevének erősítése, hazájában 10 éve a legmagasabb Ligában (osztályban) folyamatosan tevékenykedő, eredményes pályafutása elismeréseként, a FIFA JB felterjesztésére az 1965-ben alapított International Referee Special Award címmel és oklevéllel tüntette ki.